# سیلوانا مانگانو
سیلوانا مانگانو (به ایتالیایی: Silvana Mangano) (زاده ۲۱ آوریل ۱۹۳۰ – درگذشته ۱۶ دسامبر ۱۹۸۹) بازیگر و مدل ایتالیایی بود.

## زندگینامه
او در خلال جنگ جهانی دوم در فقر بزرگ شد، مانگانو به عنوان یک رقاص آموزش دید و به عنوان یک مدل کارکرد تا اینکه در نمایش زیباترین دختر سال در ۱۹۴۶ برنده لقب "دوشیزه رم" شد. این موفقیت او را به سمت سینما هدایت کرد و مانگانو موفقیت بسیاری در فیلم برنج تلخ کسب کرد. او برای ۴ دهه در سینما کار کرد.
او در سال ۱۹۴۹ با تهیه‌کننده فیلم برنج تلخ، دینو دولارنتیس ازدواج کرد.
اگرچه او هیچگاه در مقیاس ستارگان معاصرش همچون سوفیا لورن، جینا لولوبریجیدا ظاهر نشد، اما مانگانو به عنوان یک ستاره محبوب در خلال دهه ۱۹۵۰ تا ۱۹۷۰ باقی‌ماند. خسرو معتضد در کتاب ناکامان کاخ سعدآباد از رابطه پنهانی سیلوانا مانگانو با محمد رضا شاه پهلوی در سال‌های پس از کودتای ۲۸ مرداد سخن به میان آورده‌است.

## درگذشت
به دنبال عمل جراحی در ۴ دسامبر ۱۹۸۹ که او را به حالت کما فرو برد، مانگانو بر اثر سرطان ریه در مادرید اسپانیا نیمه شب نزدیک به صبح ۱۵ یا ۱۶ دسامبر درگذشت.

## فیلم‌های معروف
- جادوی سیاه (۱۹۴۹)
- برنج تلخ (۱۹۴۹)
- آنا (۱۹۵۱)
- اولیس (۱۹۵۴)
- طلای ناپل (۱۹۵۴)
- اغواگر (۱۹۵۸)
- جنگ بزرگ (۱۹۵۹)
- و ناگهان قتلی رخ داد (۱۹۶۰)
- ۵ زن بدنام (۱۹۶۰)
- آخرین قضاوت (۱۹۶۱)
- باراباس (۱۹۶۱)
- نعلبکی بال‌دار (۱۹۶۴)
- همسرم (۱۹۶۴)
- ببخشید، موافقید یا مخالف؟ (۱۹۶۶)
- من، من، من… و دیگران (۱۹۶۶)
- جادوگران (۱۹۶۷)
- ادیپ شهریار (۱۹۶۷)
- تئورما (۱۹۶۸)
- هوس به سبک ایتالیایی (۱۹۶۸)
- دکامرون (۱۹۷۱)
- مرگ در ونیز (۱۹۷۱)
- لودویگ (۱۹۷۲)
- تابلوی خانواده در صحنه‌ای از زندگی روزانه (۱۹۷۴)
- تل‌ماسه (۱۹۸۴)